# Антиномия
Антино́мия (др.-греч. ἀντι-νομία «противоречие в законе» или «противоречие закона <самому себе>» от ἀντι- «против» + νόμος «закон») — ситуация, в которой противоречащие друг другу высказывания об одном и том же объекте имеют логически равноправное обоснование и их истинность или ложность нельзя обосновать в рамках принятой парадигмы, то есть противоречие между признаваемыми одинаково верными положениями, или, другими словами, противоречие нескольких законов. Термин «антиномия» был предложен Гоклениусом.

## История нахождения антиномий
Идея антиномического мышления возникла в древнегреческой философии (Платон, Аристотель), хотя чаще употреблялся термин «апория»; тогда же были сформулированы некоторые семантические антиномии, например, «Лжец» (Евбулид из Милета). В простейшем варианте «Лжеца» человек произносит: «Я лгу», или «То, что я сейчас говорю, является ложью», или же «Это высказывание ложно». Если высказывание ложно, то говорящий сказал правду, и сказанное им не является ложью. Если же высказывание не является ложным, а говорящий утверждает, что оно ложно, то это его высказывание ложно. Таким образом, если говорящий лжет, он говорит правду, и наоборот. Парадокс «Лжец» произвел громадное впечатление на современников Евбулида. Существует даже легенда, что некий Филит Косский, отчаявшись разрешить этот парадокс, покончил с собой, а известный древнегреческий логик Диодор Кронос, дав обет не принимать пищу до тех пор, пока не найдёт решение «Лжеца», умер, так и не разрешив проблему.
Формулированию и анализу антиномии много внимания уделяли схоластические логики.

### Антиномии в трудах Канта
Родоначальник немецкой классической философии Иммануил Кант впервые показал, что антиномии с необходимостью порождаются особенностями процесса познания, в частности постоянными попытками разума выйти за пределы опыта, познать «вещь в себе», а поскольку, по Канту, это невозможно, всякий такой выход и приводит к антиномии.
Кант использовал понятие «антиномия» для оправдания основного тезиса своей философии, согласно которому разум не может выйти за пределы чувственного опыта и познать «вещи в себе» (Ding an sich, дословно — «вещь сама по себе»). По учению Канта, такого рода попытки приводят разум к противоречиям, так как делают возможным обоснование как утверждения (тезиса), так и отрицания (антитезиса) каждой из следующих «антиномий чистого разума»:
1. Мир конечен — мир бесконечен.
2. Каждая сложная субстанция состоит из простых частей — не существует ничего простого.
3. В мире существует свобода — в мире не существует свободы, но господствует только причинность.
4. Существует первопричина мира (Бог) — не существует первопричины мира.

Кант объясняет «антиномию» как противоречие, в которое теоретический разум (нем. Vernunft) впадает сам с собою или собственно с рассудком (нем. Verstand), когда он идею абсолютного относит к миру как совокупности всех явлений. Отсюда именно являются противоречивые законы и мнимоосновательные теории, ведущие к принятию положений, непостижимых для нашего рассудка.
Как мы уже видели, антиномии обнимают следующие вопросы: конечны ли или бесконечны — вселенная, пространство, время? Имеются ли неделимые атомы, или материя может делиться до бесконечности? Существует ли только необходимость в природе, или возможна также свободная причинность? Находится ли во вселенной или вне её необходимая сущность или нет? Так как антиномия в данном случае состоит в том, что можно привести одинаково убедительные доказательства в пользу как утвердительного, так и отрицательного ответа на эти вопросы, то разрешение антиномии необходимо приводит к выводу, что человеческое познание в последних встречает преграду, которой ни перешагнуть, ни победить не может.
По Канту, мы знаем о пространстве, времени, материи, причине и т. д. только как о явлениях (феноменах), но ничего не знаем: каковы вещи-в-себе (ноумены). Поэтому мы должны отказаться от догматического изучения этих вопросов; идея абсолютного и бесконечного имеет только значение регулирующего принципа, то есть она сама не служит источником расширения знания, а только руководящею нитью для всё более и более прогрессирующего расширения знания.
Помимо антиномий чистого разума, Кант сформулировал ряд принципиальных антиномий морального, религиозного и эстетического сознания.
Гегель отметил важность значения кантовских антиномий, поскольку они отражают диалектический характер его взглядов. Антиномии, или противоречия, по его утверждению, существуют «во всех предметах всякого рода, во всех представлениях, понятиях и идеях».
Антиномии Канта не являются «антиномиями» в смысле современной формальной логики, поскольку обоснование и тезиса и антитезиса в них не поддается представлению в форме логически правильных рассуждений. На рубеже XIX и XX веков в логике и математике (Теория множеств) был обнаружен ряд подлинных антиномий, что явилось одной из причин активизации исследований по основаниям логики и математики.

## Антиномии в логике
В математической логике антиномией называют рассуждение, которое показывает, что некоторое высказывание и его отрицание следуют друг из друга. Такие высказывания приводят к противоречию. Наиболее известными антиномиями являются парадокс лжеца и парадокс Рассела.

## Взгляд современных онтологических наук на антиномии
Антиномии подразделяют на логические и семантические (см. Семантическая антиномия, Парадокс).
Антиномии возникают не вследствие субъективной ошибки, но связаны с диалектичностью процесса познания.
Традиция антиномического мышления связана также с христианской богословской традицией, в которой непостижимость основных догматических положений часто формулируется в виде антиномий (П. Абеляр, П. А. Флоренский, А. Ф. Лосев и др.).